# Toni Cucarella
Lluís Antoni Navarro Cucarella, conegut pel nom de ploma Toni Cucarella (Xàtiva, la Costera, 1959), és un escriptor, articulista i polític valencià.

## Biografia
Es va incorporar al món laboral quan tenia catorze anys i des d'aquell moment va fer tota mena d'oficis. Va publicar els primers llibres a finals dels anys 80, el primer dels quals va ser Cool: Fresc (1987). La seva obra literària es va ampliar la dècada dels 90, amb incursions en la narrativa juvenil com Els ponts del diable (1995), Premi Samaruc de narrativa juvenil, i El lledoner de l'home mort (1996). La crítica rebuda era favorable i el llibre L'última paraula (1998) va ser guardonat amb els Premis Literaris Ciutat de Badalona de narrativa i el Premi de la Crítica dels Escriptors Valencians.
Durant els seus inicis, el crític literari català Francesc Parcerisas va considerar l'estil de Cucarella com a «inconfusible, que, en cap moment, no sembla ni rebuscat, ni fals, ni aviciat». La seva obra literària està caracteritzada pel fet de saber treure partit de la variant geogràfica lingüística pròpia de la Costera. L'any 2002 va publicar El camp dels vençuts, i el 2003 Llet agra i altres històries com sagrades i Quina lenta agonia, la dels ametlers perduts. Aquest últim va rebre el Premi Andròmina 2003 dins l'edició dels XXXII Premis Octubre.
Cucarella, també militant d'Esquerra Republicana del País Valencià, va encapçalar les llistes del partit a les eleccions generals espanyoles de 2004, amb el qual va obtenir 13.000 vots, un resultat que va quedar per davant de les expectatives del mateix candidat.

El 2006, mesos després d'escriure Heretaràs la terra, va decidir aturar la seva activitat literària durant una temporada per desavinences amb l'estat literari dels Països Catalans i amb la consolidació de l'Acadèmia Valenciana de la Llengua. Posteriorment, reprendria aquesta tasca a partir de 2007 amb la publicació de nous llibres, entre els quals Ulysses i el fantasma foraster (2007), Hòmens i falgueres i altres relats (2011) i Paranys (2014). Uns anys més tard va publicar una nova novel·la, Qui de casa se'n va (2024), que va decidir acabar arran de la pandèmia:
Si no hi haguera hagut la pandèmia i el confinament, no hi hauria novetat, perquè la meua idea era jubilar-me, que a seixanta-set anys em toca. Jo sóc un escriptor diürn, necessite escriure amb el dia naixent. Quan el sol s’apaga, caduque. I aquestes són hores en què he de complir amb la meua feina. Però va venir la pandèmia i em vaig dir, què faig? Tenia una novel·la en un calaix, li vaig traure la pols i la vaig acabar.

## Obres
- 1987 - Cool: Fresc
- 1988 - El poeta
- 1990 - La lluna vista des de la terra a través de la tele
- 1993 - Bogart & Bogart
- 1995 - Els ponts del diable
- 1996 - El lledoner de l'home mort
- 1997 - Xàtiva, àmbit perdurable (obra conjunta)
- 1997 - Passejant per la Costera
- 1998 - L'última paraula
- 1999 - Xàtiva, festivitat del Corpus (obra conjunta)
- 1999 - A colp de pedal: l'hereu dels tretze
- 2002 - El camp dels vençuts
- 2003 - Quina lenta agonia la dels ametlers perduts
- 2003 - Llet agra i altres històries com sagrades
- 2006 - Heretaràs la terra
- 2007 - Ulysses i el fantasma foraster
- 2011 - Hòmens i falgueres i altres relats
- 2013 - Dones d'aigua, hòmens de fang
- 2014 - Paranys
- 2024 - Qui de casa se'n va

## Premis
- 1996 - Premis Samaruc de literatura juvenil per Els ponts dels diables[7]
- 1998 - Premis Literaris Ciutat de Badalona de narrativa per L'última paraula[8]
- 1999 - Premis de la Crítica dels Escriptors Valencians de narrativa per L'última paraula[9]
- 2003 - Premi Andròmina de narrativa per Quina lenta agonia, la dels ametllers perduts[10]
- 2004 - Premis de la Crítica dels Escriptors Valencians de narrativa per Quina lenta agonia, la dels ametlers perduts[9]